# Vision Mercedes-Maybach 6
Vision Mercedes-Maybach 6 è una concept car presentata da Mercedes-Benz al concorso d'eleganza di Pebble Beach 2016.

## Profilo e caratteristiche
La Vision Mercedes-Maybach 6 si presenta come un enorme coupé lungo quasi 6 metri (da qui l'origine del nome). È equipaggiata con 4 motori elettrici che in totale sviluppano 750 CV, in grado di spingere l'auto da 0 a 100 km/h in meno di 4 secondi e fino a 250 km/h. Ha un'autonomia di 500 km, garantita dal pacco di batterie di 80 kW, e essere aumentata di 100 km grazie alla funzione quick charge. All'interno è stato montato un parabrezza con realtà aumentata e controlli gestuali.